# Fissidens maschalanthus
Fissidens maschalanthus är en bladmossart som beskrevs av Montagne 1845. Fissidens maschalanthus ingår i släktet fickmossor, och familjen Fissidentaceae. Inga underarter finns listade i Catalogue of Life.